# チャーチルダウンズカップ
チャーチルダウンズカップは、日本中央競馬会（JRA）が阪神競馬場で施行する中央競馬の重賞（GIII）である。
2024年まではアーリントンカップの名称で施行され、2025年より現名称に変更されている。
正賞はチャーチルダウンズ賞。

## 概要

### ペガサスステークス
1987年に創設され、1991年に廃止された「ペガサスステークス」を前身とする。3歳馬による別定重量戦の1600メートル戦だった。

### アーリントンカップ

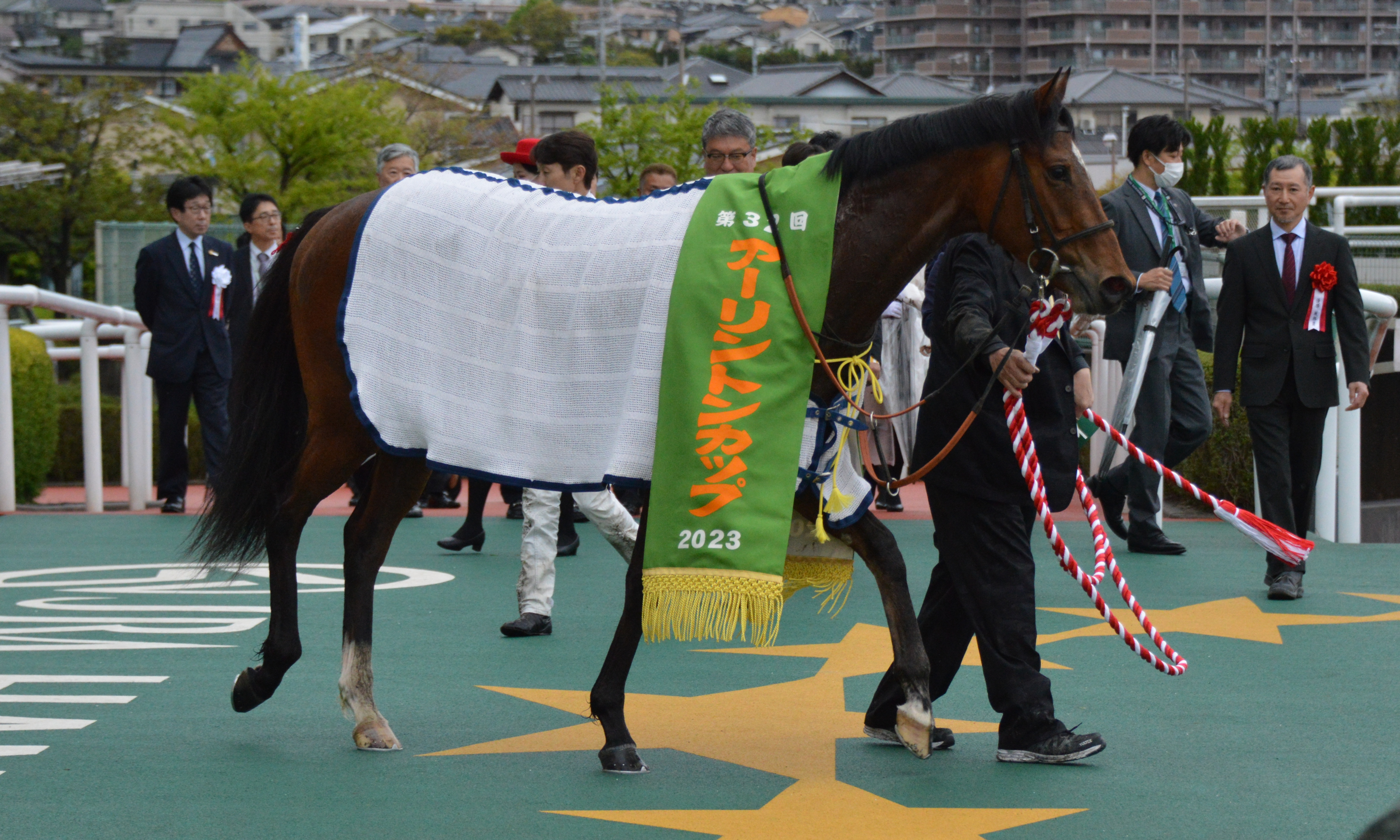
アーリントンカップの優勝レイ
（2023年優勝馬：オオバンブルマイ）

1992年から、阪神競馬場とアーリントン国際競馬場（Arlington International Racecourse、2000年からはアーリントンパーク競馬場）が提携を結んだのを機に、ペガサスステークスは「アーリントンカップ」に改称された。アーリントンパーク競馬場からは賞の寄贈が行われていた。
一方、姉妹提携先のアーリントンパーク競馬場では、交換競走として「Hanshin Cup Stakes（阪神カップステークス）」が施行されていた。
2018年よりNHKマイルカップのトライアル競走に指定されるとともに、NHKマイルカップの優先出走権を3着までに付与されることになった。

### チャーチルダウンズカップ
アーリントンパーク競馬場の閉場に伴い、阪神競馬場は新たにチャーチルダウンズ競馬場と姉妹提携を結んだ。これにより、2025年からはチャーチルダウンズカップとして開催されることとなる。

### 競走条件
以下の内容は、2024年現在のもの。
出走資格：サラ系3歳
- JRA所属馬
- 地方競馬所属馬（後述）
- 外国調教馬（優先出走）

負担重量：馬齢（牡・せん57kg、牝馬55kg）
2018年よりNHKマイルカップのステップ競走に指定され、地方競馬所属馬はNHKマイルカップの出走候補馬（3頭まで）が出走可能なほか、JRAの3歳芝重賞競走の優勝馬および2歳GI競走の優勝馬にも出走資格が与えられる。

### 賞金
2024年の1着賞金は4100万円で、以下2着1600万円、3着1000万円、4着620万円、5着410万円。

## 歴史
- 1992年 - 4歳馬限定の重賞競走として創設、阪神競馬場の芝1600mで施行[4]。
- 1993年 - 混合競走に指定、外国産馬が出走可能になる[12]。
- 1996年 - 特別指定交流競走に指定され、地方所属馬が2頭まで出走可能になる[12]。
- 2001年 - 馬齢表示の国際基準への変更に伴い、出走資格を「3歳」に変更。
- 2007年 
  - 前年12月に新設された外回りコースに変更。
  - ICSCの勧告により、格付表記をJpnIIIに変更[13]。
- 2009年
  - 国際競走に変更され、外国調教馬は8頭まで出走可能となる[14]。
  - 格付表記をGIII（国際格付）に変更[14]。
- 2015年 
  - 出走可能頭数を18頭に拡大。
  - 外国馬の出走枠を9頭に変更[15]。
- 2018年
  - 開催時期を4月に変更し、NHKマイルカップトライアルに指定されるとともに、NHKマイルカップの優先出走権を3着までに付与される[9]。
  - 負担重量を馬齢重量に変更。
  - 指定交流競走に変更、JRAに認定されていない地方所属馬も出走可能になる。
- 2020年 - 新型コロナウイルス感染症（COVID-19）の感染拡大防止のため、「無観客競馬」として実施[16]。
- 2022年 - アーリントンパーク競馬場の廃止に伴い、正賞がアーリントンパーク競馬場賞からアーリントンインターナショナル賞に変更となる[2]。
- 2025年
  - 名称をチャーチルダウンズカップに変更し、回次も引き継ぐ[17]。
  - 施行時期を従来より2週間繰り上げ、大阪杯の前日に実施される。

### 歴代優勝馬
距離はすべて芝コース。
優勝馬の馬齢は、2000年以前も現行表記に揃えている。
| 回数   | 施行日        | 競馬場 | 距離  | 優勝馬             | 性齢 | タイム | 優勝騎手     | 管理調教師 | 馬主                       |
| ------ | ------------- | ------ | ----- | ------------------ | ---- | ------ | ------------ | ---------- | -------------------------- |
| 第1回  | 1992年3月8日  | 阪神   | 1600m | エルカーサリバー   | 牝3  | 1:37.5 | 山田泰誠     | 田中良平   | （株）クレアール           |
| 第2回  | 1993年3月7日  | 阪神   | 1600m | グランドシンゲキ   | 牡3  | 1:38.3 | 土肥幸広     | 岩元市三   | 靏本貢                     |
| 第3回  | 1994年2月27日 | 中京   | 1700m | メルシーステージ   | 牡3  | 1:42.9 | 河北通       | 小野幸治   | 永井康郎                   |
| 第4回  | 1995年2月26日 | 京都   | 1600m | エイシンバーリン   | 牝3  | 1:34.3 | 南井克巳     | 坂口正則   | 平井豊光                   |
| 第5回  | 1996年2月25日 | 阪神   | 1600m | スギノハヤカゼ     | 牡3  | 1:33.9 | 田島裕和     | 鹿戸幸治   | 杉江義夫                   |
| 第6回  | 1997年2月23日 | 阪神   | 1600m | ブレーブテンダー   | 牡3  | 1:36.1 | 松永幹夫     | 池江泰郎   | 前田幸治                   |
| 第7回  | 1998年3月1日  | 阪神   | 1600m | ダブリンライオン   | 牡3  | 1:34.6 | O.ペリエ     | 田所秀孝   | 畑清介                     |
| 第8回  | 1999年2月28日 | 阪神   | 1600m | エイシンキャメロン | 牡3  | 1:35.8 | 武豊         | 坂口正則   | 平井豊光                   |
| 第9回  | 2000年2月26日 | 阪神   | 1600m | エイシンプレストン | 牡3  | 1:35.7 | 福永祐一     | 北橋修二   | 平井豊光                   |
| 第10回 | 2001年2月24日 | 阪神   | 1600m | ダンツフレーム     | 牡3  | 1:35.9 | 武豊         | 山内研二   | 山元哲二                   |
| 第11回 | 2002年2月23日 | 阪神   | 1600m | タニノギムレット   | 牡3  | 1:33.9 | 武豊         | 松田国英   | 谷水雄三                   |
| 第12回 | 2003年3月1日  | 阪神   | 1600m | ウインクリューガー | 牡3  | 1:36.8 | 武幸四郎     | 松元茂樹   | （株）ウイン               |
| 第13回 | 2004年2月28日 | 阪神   | 1600m | シーキングザダイヤ | 牡3  | 1:35.8 | 武豊         | 森秀行     | 青山洋一                   |
| 第14回 | 2005年2月26日 | 阪神   | 1600m | ビッグプラネット   | 牡3  | 1:34.7 | 武豊         | 南井克巳   | （有）ビッグ               |
| 第15回 | 2006年2月25日 | 阪神   | 1600m | ステキシンスケクン | 牡3  | 1:34.3 | O.ペリエ     | 森秀行     | 榮義則                     |
| 第16回 | 2007年2月24日 | 阪神   | 1600m | トーセンキャプテン | 牡3  | 1:33.9 | 四位洋文     | 角居勝彦   | 島川隆哉                   |
| 第17回 | 2008年3月1日  | 阪神   | 1600m | ダンツキッスイ     | 牡3  | 1:34.6 | 藤田伸二     | 橋本寿正   | 山元哲二                   |
| 第18回 | 2009年2月28日 | 阪神   | 1600m | ダブルウェッジ     | 牡3  | 1:35.6 | 小牧太       | 田所秀孝   | 深見富朗                   |
| 第19回 | 2010年2月27日 | 阪神   | 1600m | コスモセンサー     | 牡3  | 1:34.8 | 石橋脩       | 西園正都   | （有）ビッグレッドファーム |
| 第20回 | 2011年2月26日 | 阪神   | 1600m | ノーザンリバー     | 牡3  | 1:34.2 | 武豊         | 浅見秀一   | 林正道                     |
| 第21回 | 2012年2月25日 | 阪神   | 1600m | ジャスタウェイ     | 牡3  | 1:36.3 | 福永祐一     | 須貝尚介   | 大和屋暁                   |
| 第22回 | 2013年2月23日 | 阪神   | 1600m | コパノリチャード   | 牡3  | 1:34.8 | W.ビュイック | 宮徹       | 小林祥晃                   |
| 第23回 | 2014年3月1日  | 阪神   | 1600m | ミッキーアイル     | 牡3  | 1:34.0 | 浜中俊       | 音無秀孝   | 野田みづき                 |
| 第24回 | 2015年2月28日 | 阪神   | 1600m | ヤングマンパワー   | 牡3  | 1:35.9 | 松岡正海     | 手塚貴久   | 星野壽市                   |
| 第25回 | 2016年2月27日 | 阪神   | 1600m | レインボーライン   | 牡3  | 1:34.1 | M.デムーロ   | 浅見秀一   | 三田昌宏                   |
| 第26回 | 2017年2月25日 | 阪神   | 1600m | ペルシアンナイト   | 牡3  | 1:34.1 | M.デムーロ   | 池江泰寿   | （株）G1レーシング         |
| 第27回 | 2018年4月14日 | 阪神   | 1600m | タワーオブロンドン | 牡3  | 1:33.4 | C.ルメール   | 藤沢和雄   | ゴドルフィン               |
| 第28回 | 2019年4月13日 | 阪神   | 1600m | イベリス           | 牝3  | 1:34.2 | 浜中俊       | 角田晃一   | 前田幸治                   |
| 第29回 | 2020年4月18日 | 阪神   | 1600m | タイセイビジョン   | 牡3  | 1:34.3 | 石橋脩       | 西村真幸   | 田中成奉                   |
| 第30回 | 2021年4月17日 | 阪神   | 1600m | ホウオウアマゾン   | 牡3  | 1:34.2 | 川田将雅     | 矢作芳人   | 小笹芳央                   |
| 第31回 | 2022年4月16日 | 阪神   | 1600m | ダノンスコーピオン | 牡3  | 1:32.7 | 川田将雅     | 安田隆行   | （株）ダノックス           |
| 第32回 | 2023年4月15日 | 阪神   | 1600m | オオバンブルマイ   | 牡3  | 1:33.9 | 武豊         | 吉村圭司   | 岡浩二                     |
| 第33回 | 2024年4月13日 | 阪神   | 1600m | ディスペランツァ   | 牡3  | 1:34.1 | J.モレイラ   | 吉岡辰弥   | （有）ターフ・スポート     |
| 第34回 | 2025年4月5日  | 阪神   | 1600m | ランスオブカオス   | 牡3  | 1:32.2 | 吉村誠之助   | 奥村豊     | 五影慶則                   |